# Ramsi (halvö)
Ramsi är en halvö i Finland.   Den ligger i landskapet Egentliga Finland, i den sydvästra delen av landet, 210 km väster om huvudstaden Helsingfors. Ramsi ligger på ön Vartsala.